# Pakfront

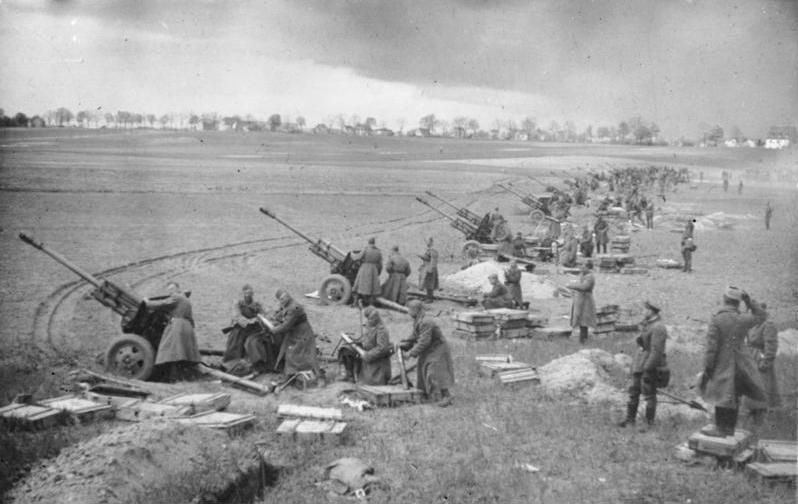
Els canons divisionals soviètics ZiS-3, de 76 mm, inicialment dispersats pel front, al final de la guerra es van arribar a agrupar en grans bateries tant per caçar tancs com per bombardejar.

El pakfront fou una tàctica defensiva antitancs desenvolupada per la Wehrmacht al front oriental durant la Segona Guerra Mundial. La tècnica consistia a agrupar deu peces antitancs sota el comandament d'un sol oficial, que n'havia de coordinar el foc. L'emplaçament d'aquestes posicions fortificades solia ser just darrere del front, per aprofitar la desorganització de després de l'atac i causar més baixes.
Aquesta estratègia, aplicada a partir de l'any 1943 per contrarestar la superioritat numèrica blindada soviètica, es va demostrar tan efectiva que els mateixos estrategs soviètics l'assimilarien i l'usarien durant la batalla de Kursk.

## Història
Durant els grans contraatacs mecanitzats soviètics durant l'Operació Barbarroja els alemanys es van adonar que els seus canons antitancs, dispersats i sense control centralitzat, eren ràpidament superats i eliminats per les concentracions de tancs.
Per solucionar aquest problema van desenvolupar el Pakfront, terme derivat de Pak (canó antitancs, en alemany, Panzerabwehrkanone) i front. La tàctica consistia en agrupar 6-10, de vegades més, canons Pak 40 sota un comandament únic. Aquest oficial era l'encarregat de designar els objectius de cada canó i dirigir-ne el foc. Aquesta organització permetia coordinar emboscades antitancs particularment efectives, assignant un objectiu diferent per cada canó, maximitzant la sorpresa i disminuint la possibilitat d'un contraatac. Els canons, ben camuflats, tenien soldats per desplaçar-los a la vora per canviar de posició o retirar-se. Teòricament l'artilleria i els llançacoets, com els nebelwerfer, donaven suport al pakfront fins que les reserves de tancs aliades estaven a punt per a contraatacar.

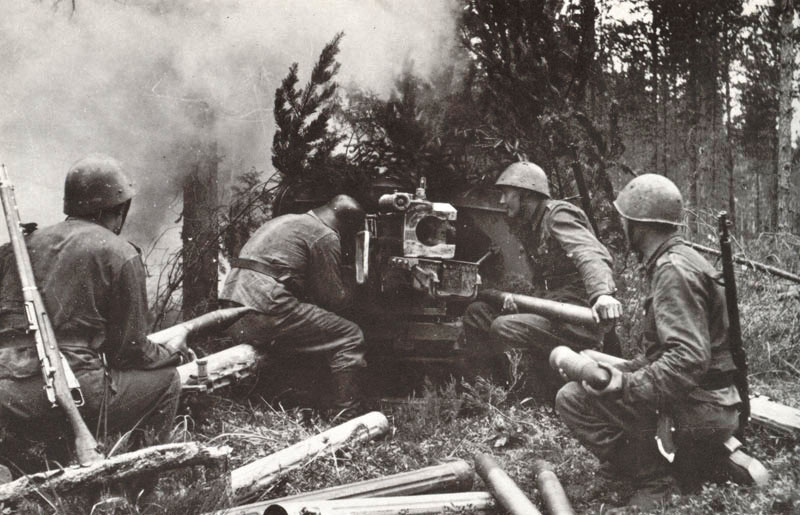
Un canó antitancs finès PaK 40 durant la Guerra de Continuació.

La tècnica va resultar extremadament efectiva i aviat els soviètics la van copiar en forma de reserves antitancs, en rus Protivotankovny Rezerv; sovint esglaonant diferents bateries i combinant-ho amb camps de mines, trinxeres antitancs i altres obstacles que canalitzaven els tancs alemanys a la zona de batuda dels canons. Per a objectius especialment valuosos, com tancs de comandament o Tigers I, tots els canons hi concentraven el foc aconseguint, generalment, una baixa instantània.
Per intentar contrarestar aquesta tàctica la Panzerwaffe va desenvolupar la formació panzerkeil (literalment, con cuirassat), on els tancs carregaven en forma de falca per poder contestar el foc en totes les direccions i per obligar els canons enemics a ajustar la distància al canviar d'objectiu.
A la Batalla de Kursk les reserves antitancs soviètiques farien fracassar el desplegament de tipus panzerkeil tant de la pinça sud, que avançaria lentament, com de la nord, que seria completament aturada.